# La Rodada
La Rodada är en ort i Mexiko.   Den ligger i kommunen Lagunillas och delstaten San Luis Potosí, i den centrala delen av landet, 260 km norr om huvudstaden Mexico City. La Rodada ligger 687 meter över havet och antalet invånare är 194.
Terrängen runt La Rodada är huvudsakligen kuperad. La Rodada ligger nere i en dal. Runt La Rodada är det glesbefolkat, med 9 invånare per kvadratkilometer. Närmaste större samhälle är Rayón, 15,8 km norr om La Rodada. I omgivningarna runt La Rodada växer huvudsakligen savannskog.